# Floral Park (New York)
Floral Park est un village du comté de Nassau, dans l'État de New York, aux États-Unis,. En 2010, il comptait une population de 15 863 habitants.

## Démographie
Lors du recensement de 2010, le village comptait une population de 15 863 habitants. Elle est estimée, en 2019, à 15 844 habitants.

## Personnalités liées à Floral Park
Naissances
- Robert Mapplethorpe (1946–1989), photographe américain.

Décès
- Beda Batka (1922-1994), directeur de la photographie tchèque et américain ;
- Max Shachtman (1904-1972), théoricien marxiste américain.